# Ptaszarnia

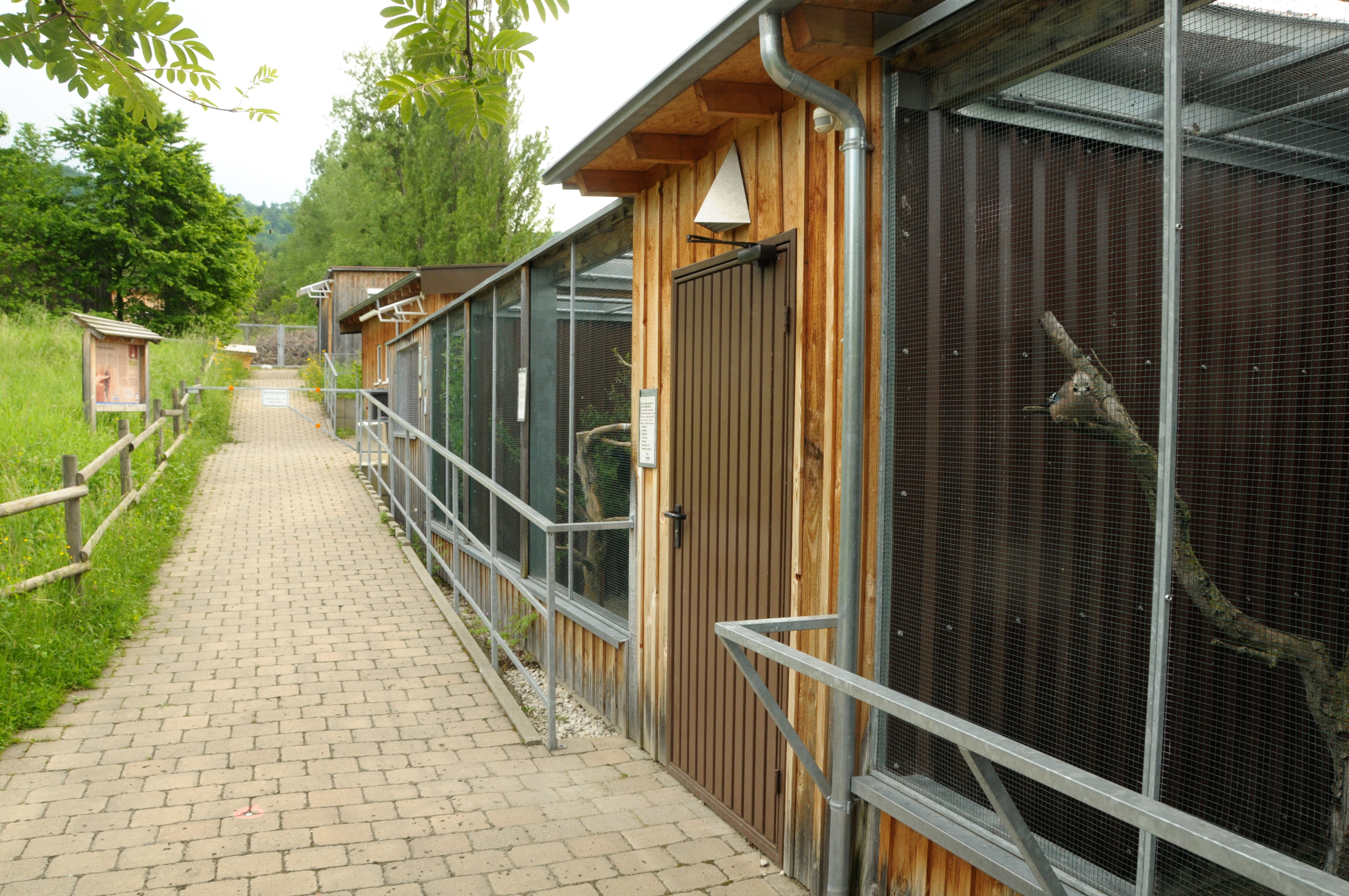
Woliery w ptaszarni w Mössingen

Ptaszarnia – zamknięte pomieszczenie do hodowli dzikich ptaków, zwykle jako część ogrodu zoologicznego służąca do eksponowania gatunków żywego ptactwa. W skład ptaszarni wchodzą woliery i klatki. Ptaszarnie przeznaczone dla gatunków egzotycznych muszą być ogrzewane.
Najstarszą ptaszarnię na ziemiach polskich założył Johann Gottlieb Schultz w Toruniu w 1797 roku, tworząc pierwszy w kraju Ogród Zoobotaniczny. Obecnie ptaszarnię w Toruniu znacznie rozbudowano. 
Ptaszarnie znajdują się także w innych ogrodach zoologicznych w Polsce.